# بنغازي (فلم)
بنغازي (بالإيطالية: Bengasi) هو فيلم حرب إيطالي أنتج عام 1942 من إخراج أوغستو جينينا.

## ملخص
صُور الفيلم في ستوديو شينشيتا بمدينة روما، وكان دعاية لدعم النظام الفاشي لبينيتو موسوليني، صورت أحداثه فظائع الحلفاء في بنغازي الإيطالية، وذلك عام 1941 خلال الحرب العالمية الثانية، عندما احتلت القوات البريطانية مدينة بنغازي.

## ممثلون
- فوسكو جياتشيتي
- ماريا فون تاسنادي
- أميديو نازارى[1]
- فيفي جوي
- كارلو تامبرلاني
- جويدو نوتاري

## إنتاج
صدر الفيلم عام 1942 وعُرض في مهرجان البندقية السينمائي وفاز بكأس موسوليني كأفضل فيلم إيطالي، بينما فاز فوسكو جياتشيتي بجائزة أفضل ممثل، أعيد إصداره في عام 1955 مع إضافة بعض المشاهد الجديدة.